# Puccinia tripsacicola
Puccinia tripsacicola ist eine Ständerpilzart aus der Ordnung der Rostpilze (Pucciniales). Der Pilz ist ein Endoparasit des Süßgrases Tripsacum dactyloides. Symptome des Befalls durch die Art sind Rostflecken und Pusteln auf den Blattoberflächen der Wirtspflanzen. Sie kommt in Südamerika vor.

## Merkmale

### Makroskopische Merkmale
Puccinia tripsacicola ist mit bloßem Auge nur anhand der auf der Oberfläche des Wirtes hervortretenden Sporenlager zu erkennen. Sie wachsen in Nestern, die als gelbliche bis braune Flecken und Pusteln auf den Blattoberflächen erscheinen.

### Mikroskopische Merkmale
Das Myzel von Puccinia tripsacicola wächst wie bei allen Puccinia-Arten interzellulär und bildet Saugfäden, die in das Speichergewebe des Wirtes wachsen. Aecien oder Spermogonien der Art sind nicht bekannt. Die Uredien der Art wachsen oberseitig auf den Blättern der Wirtspflanzen. Ihre goldenen Uredosporen sind meist länglich, 42–66 × 14–26 µm groß und fein stachelwarzig. Die unterseitig wachsenden Telien sind schwarzbraun, früh unbedeckt und klein. Die haselnussbraunen Teliosporen sind ein- bis zweizellig, in der Regel ellipsoid und 29–41 × 20–27 µm groß; ihre Stiele sind farblos und bis zu 100 µm lang.

## Verbreitung
Das bekannte Verbreitungsgebiet von Puccinia tripsacicola umfasst Ecuador und Venezuela.

## Ökologie
Die Wirtspflanze von Puccinia tripsacicola ist das Süßgras Tripsacum dactyloides. Der Pilz ernährt sich von den im Speichergewebe der Pflanzen vorhandenen Nährstoffen, seine Sporenlager brechen später durch die Blattoberfläche und setzen Sporen frei. Die Art verfügt über einen Entwicklungszyklus, von dem bislang lediglich Telien und Uredien sowie deren Wirt bekannt sind; Spermogonien und Aecien konnten dem Pilz nicht zugeordnet werden.